# Campeonato Mundial de Ginástica Artística de 2003 - Resultados masculinos
Os resultados masculinos no Campeonato Mundial de Ginástica Artística de 2003 somaram 24 medalhas nas oito provas disputadas. Em quatro, dos seis aparelhos houve empate: argolas, solo, cavalo com alças e barras paralelas

## Resultados

### Equipes
Finais
| Pos.              | País      | Ginastas | Pts     |
| ----------------- | --------- | --- | ------- |
| Medalha de ouro   | China     | Huang Xu, Li Xiaopeng, Teng Haibin, Xiao Qin, Xing Aowei, Yang Wei                                                                               | 171,996 |
| Medalha de prata  | E. Unidos | Raj Bhavsar, Jason Gatson, Morgan Hamm, Paul Hamm, Brett McClure, Blaine Wilson                                                                  | 171,121 |
| Medalha de bronze | Japão     | Takehiro Kashima, Hiroyuki Tomita, Naoya Tsukahara, Tatsuya Yamada                                                                               | 170,708 |
| 4                 | Rússia    | Georgi Grebenkov, Nikolai Kryukov, Aleksei Bondarenko, Alexei Nemov, Evgueni Krylov, Maxim Deviatovski, Evgueni Podgorny                         | 168,771 |
| 5                 | Roménia   | Marius Urzica, Daniel Nicolae Potra, Ioan Silviu Suciu, Ioan Constantin Covaci, Calin Codrut Nemes-Bufu, Răzvan Dorin Şelariu, Marian Drăgulescu | 167,909 |
| 6                 | C. do Sul | Tae Seok Yang, Kim Dae-Eun, Cho Seong-Min, Lee Sun-Sung, You Won-Kil, Shin Hyung-Ook, Yang Tae-Young                                             | 166,283 |
| 7                 | França    | Eric Casimir, Cedric Guille, Johan Mounard, Florent Marée, Pierre Yves Bény, Dimitri Karbanenko, Gaetan Dupont                                   | 165,546 |
| 8                 | Ucrânia   | Roman Zozulya, Olexander Svitlich, Ruslan Myezyentsev, Andriy Mykaylichenko, Valeri Goncharov, Olexander Beresh, Sergei Vialtsev                 | 165,108 |

### Individual geral
Finais
| Pos.              | Ginasta        | País                 | Pontos |
| ----------------- | -------------- | -------------------- | ------ |
| Medalha de ouro   | Estados Unidos | Paul Hamm            | 57,774 |
| Medalha de prata  | China          | Yang Wei             | 57,710 |
| Medalha de bronze | Japão          | Hiroyuki Tomita      | 57,435 |
| 4                 | Cazaquistão    | Yernar Yerimbetov    | 57,286 |
| 5                 | Cuba           | Eric Lopez Rios      | 56,611 |
| 6                 | Roménia        | Marian Drăgulescu    | 56,574 |
| 7                 | Japão          | Naoya Tsukahara      | 56,386 |
| 8                 | Estados Unidos | Jason Gatson         | 56,348 |
| 9                 | Ucrânia        | Roman Zozulya        | 56,161 |
| 10                | Ucrânia        | Ruslan Myezyentsev   | 55,724 |
| 11                | Rússia         | Alexei Bondarenko    | 55,599 |
| 12                | Coreia do Sul  | Yang Tae-Young       | 55,523 |
| 13                | Alemanha       | Sven Kwiatkowski     | 55,486 |
| 14                | Bielorrússia   | Denis Savenkov       | 55,474 |
| 15                | Suíça          | Andreas Schweizer    | 55,360 |
| 16                | Espanha        | Victor Cano          | 55,336 |
| 17                | Israel         | Pavel Gofman         | 55,161 |
| 18                | França         | Dimitri Karbanenko   | 55,024 |
| 19                | Espanha        | Rafael Martinez      | 55,011 |
| 20                | Canadá         | David Kikuchi        | 54,424 |
| 21                | Roménia        | Dorin Razvan Selariu | 53,711 |
| 22                | Canadá         | Alexander Jeltkov    | 52,298 |
| 23                | Bulgária       | Jordan Jovtchev      | 42,437 |
| 24                | Rússia         | Evgueni Podgorny     | 35,211 |

| Pos.              | País           | Ginasta           | Pts   |
| ----------------- | -------------- | ----------------- | ----- |
| Medalha de ouro   | Estados Unidos | Paul Hamm         | 9,762 |
| Medalha de ouro   | Bulgária       | Jordan Jovtchev   | 9,762 |
| Medalha de bronze | Canadá         | Kyle Shewfelt     | 9,737 |
| 4                 | Brasil         | Diego Hypólito    | 9,662 |
| 4                 | Roménia        | Marian Drăgulescu | 9,662 |
| 6                 | Letônia        | Igors Vihrovs     | 9,612 |
| 7                 | Hungria        | Robert Gal        | 9,487 |
| 8                 | Malásia        | Shu Wai Ng        | 9,475 |

| Pos.              | País         | Ginasta              | Pts   |
| ----------------- | ------------ | -------------------- | ----- |
| Medalha de ouro   | China        | Teng Haibin          | 9,762 |
| Medalha de ouro   | Japão        | Takehiro Kashima     | 9,762 |
| Medalha de bronze | Rússia       | Nikolai Kryukov      | 9,725 |
| 4                 | Roménia      | Ioan Silviu Suciu    | 9,712 |
| 5                 | Roménia      | Marius Daniel Urzică | 9,650 |
| 6                 | Bielorrússia | Ivan Ivankov         | 9,575 |
| 7                 | China        | Xiao Qin             | 9,350 |
| 8                 | França       | Eric Casimir         | 9,150 |

| Pos.              | País           | Ginasta              | Pts   |
| ----------------- | -------------- | -------------------- | ----- |
| Medalha de ouro   | Bulgária       | Jordan Jovtchev      | 9,787 |
| Medalha de ouro   | Grécia         | Dimosthenis Tampakos | 9,787 |
| Medalha de bronze | Itália         | Andrea Coppolino     | 9,700 |
| Medalha de bronze | Itália         | Matteo Morandi       | 9,700 |
| 5                 | Japão          | Tatsuya Yamada       | 9,687 |
| 6                 | Estados Unidos | Blaine Wilson        | 9,675 |
| 7                 | Estados Unidos | Jason Gatson         | 9,662 |
| 8                 | França         | Pierre-Yves Bény     | 9,600 |

| Pos.              | País    | Ginasta            | Pts   |
| ----------------- | ------- | ------------------ | ----- |
| Medalha de ouro   | China   | Li Xiaopeng        | 9,818 |
| Medalha de prata  | Roménia | Marian Drăgulescu  | 9,687 |
| Medalha de bronze | Canadá  | Kyle Shewfelt      | 9,612 |
| 4                 | Cuba    | Abel Driggs Santos | 9,537 |
| 4                 | Hungria | Robert Gal         | 9,537 |
| 6                 | Roménia | Ioan Silviu Suciu  | 9,443 |
| 7                 | Brasil  | Diego Hypólito     | 9,387 |
| 8                 | Rússia  | Anton Golotsutskov | 9,150 |

| Pos.             | País           | Ginasta         | Pts   |
| ---------------- | -------------- | --------------- | ----- |
| Medalha de ouro  | China          | Li Xiaopeng     | 9,825 |
| Medalha de prata | China          | Huang Xu        | 9,762 |
| Medalha de prata | Rússia         | Alexei Nemov    | 9,762 |
| 4                | Japão          | Naoya Tsukahara | 9,675 |
| 5                | Coreia do Sul  | Cho Seong-Min   | 9,637 |
| 6                | Estados Unidos | Blaine Wilson   | 9,625 |
| 7                | Cuba           | Eric López Ríos | 9,575 |
| 8                | Eslovênia      | Mitja Petkovšek | 9,562 |

| Pos.              | País         | Ginasta           | Pts   |
| ----------------- | ------------ | ----------------- | ----- |
| Medalha de ouro   | Japão        | Takehiro Kashima  | 9,775 |
| Medalha de prata  | Itália       | Igor Cassina      | 9,750 |
| Medalha de bronze | Rússia       | Alexei Nemov      | 9,737 |
| 4                 | Austrália    | Philippe Rizzo    | 9,700 |
| 5                 | China        | Li Xiaopeng       | 9,662 |
| 6                 | Canadá       | Alexander Jeltkov | 9,187 |
| 7                 | Bielorrússia | Ivan Ivankov      | 8,762 |
| 8                 | França       | Florent Marée     | 8,600 |